# Харви (Луизијана)
Харви (енгл. Harvey) насељено је место без административног статуса у америчкој савезној држави Луизијана.

## Демографија
По попису из 2010. године број становника је 20.348, што је 1.878 (-8,4%) становника мање него 2000. године.
| Група             | 2000.          | 2010.         |
| Белци             | 10.075 (45,3%) | 7.659 (37,6%) |
| Афроамериканци    | 9.434 (42,4%)  | 8.360 (41,1%) |
| Азијати           | 1.164 (5,2%)   | 1.378 (6,8%)  |
| Хиспаноамериканци | 1.186 (5,3%)   | 2.732 (13,4%) |
| Укупно            | 22.226         | 20.348        |